# منطقه حفاظت‌شده شاداب‌کوه
منطقهٔ حفاظت‌شدهٔ شاداب‌کوه یک منطقهٔ حفاظت‌شده با مساحت ۳۲۲۴۵ هکتار است که در استان لرستان در ایران قرار دارد. این منطقهٔ حفاظت‌شده طبق مصوبهٔ شمارهٔ ۸۰۱ در تاریخ ۹۹/۱۱/۰۶ در فهرست مناطق تحت حفاظت سازمان محیط زیست ایران قرار گرفت.